# Unione Sportiva Asti Sezione Calcio 1943-1944
Questa voce raccoglie le informazioni riguardanti l'Unione Sportiva Asti Sezione Calcio nelle competizioni ufficiali della stagione 1943-1944.

## Rosa
| N. |                      | Ruolo | Calciatore            |
| -- | -------------------- | ----- | --------------------- |
|    | Italia (bandiera)    | A     | Pietro Acquarone      |
|    | Italia (bandiera)    | D     | Elio Bertoni          |
|    | Italia (bandiera)    | D     | Daniele Borsato       |
|    | Italia (bandiera)    |       | Gino Ferrer Callegari |
|    | Italia (bandiera)    | C     | Carlo Canova          |
|    | Italia (bandiera)    | A     | Giuseppe Cavagnero    |
|    | Italia (bandiera)    |       | Renzo Del Guerra      |
|    | Italia (bandiera)    | C     | Nevio Del Monte       |
|    | Italia (bandiera)    |       | Felice Eterno         |
|    | Argentina (bandiera) | A     | Carlos Garavelli      |
|    | Italia (bandiera)    | D     | Lorenzo Gazzari       |
|    | Italia (bandiera)    |       | Amilcare Giuliani     |

| N. |                    | Ruolo | Calciatore                |
| -- | ------------------ | ----- | ------------------------- |
|    | Italia (bandiera)  | A     | Tullio Maestri            |
|    | Italia (bandiera)  | D     | Carlo Manfredini          |
|    | Uruguay (bandiera) | A     | Raúl Mezzadra             |
|    | Italia (bandiera)  | A     | Mario Pagliano            |
|    | Italia (bandiera)  | A     | Aventino Pavese           |
|    | Italia (bandiera)  |       | Aldo Penna                |
|    | Italia (bandiera)  | A     | Renato Raccis             |
|    | Italia (bandiera)  | P     | Orlando Sain              |
|    | Italia (bandiera)  | D     | Eto Soldani               |
|    | Italia (bandiera)  |       | Carlo Turati              |
|    | Italia (bandiera)  | A     | Giovan Battista Vaglietti |